# Teenage Mutant Ninja Turtles: Out of the Shadows (datorspel)
Teenage Mutant Ninja Turtles: Out of the Shadows är ett datorspel från 2013, utvecklat av Red Fly Studio  och utgivet av Activision samt baserat på främst Nickelodeons TV-serie. Spelet släpptes den 28 augusti 2013 till Xbox Live Arcade och Steam. Spelet innehåller fyrspelarläge online och tvåspelarläge offline.
I september 2013 hade Online Co-op till Steamversionen drabbats av större tekniska problem. Playstation Network-versionen försenades till okänt datum.

## Rollfigurer
- Leonardo, röst inläst av: Scott Whyte
- Raphael, röst inläst av: Carlos Alazraqui
- Michelangelo, röst inläst av: Pierce Cravens
- Donatello, röst inläst av: Yuri Lowenthal
- Splinter, röst inläst av: Feodor Chin
- April O'Neil, röst inläst av: Catherine Taber
- Shredder, röst inläst av: Matthew Yang King
- Karai, röst inläst av: Renee Faia
- Kraang, röst inläst av: Keith Szarabajka
- Baxter Stockman, röst inläst av: Dave Carter

## Mottagande
Xbox 360 och PC-versionerna fick främst negativ kritik, och Xbox 360-versionen fick betyget 38 av 100 på Metacritic. Game Informer gav spelet betyget 2 av 10, och kallade det "hemskt på alla sätt."

### Fotnoter
1. ↑  ”Teenage Mutant Ninja Turtles: Out of the Shadows Wiki Guide”. IGN. http://www.ign.com/wikis/teenage-mutant-ninja-turtles-out-of-the-shadows. Läst 22 januari 2014.
2. 1 2 3 4  Narcisse, Evan. ”Teenage Mutant Ninja Turtles: Out of the Shadows Brings Turtle Power Back to Video Games This Summer”. Kotaku. http://kotaku.com/5988611/teenage-mutant-ninja-turtles-out-of-the-shadows-brings-turtle-power-back-to-video-games-this-summer. Läst mars 2013.
3. 1 2  Sliwinski, Alexander. ”Teenage Mutant Ninja Turtles: Out of the Shadows this summer”. Joystiq. Arkiverad från originalet den 22 februari 2014. https://web.archive.org/web/20140222224755/http://www.joystiq.com/2013/03/04/teenage-mutant-ninja-turtles-out-of-the-shadows-this-summer/. Läst mars 2013.
4. ↑  ”Activision Support”. Support.activision.com. Arkiverad från originalet den 5 mars 2016. https://web.archive.org/web/20160305101953/https://support.activision.com/articles/en_US/FAQ/Cannot-Join-a-Private-Match/?l=en_US&c=Game_Titel%3ATMNT_Out_of_the_Shadows&fs=Search&pn=1. Läst 22 januari 2014.
5. ↑  ”Teenage Mutant Ninja Turtles: Out of the Shadows”. Steam Community. http://steamcommunity.com/app/228560#scrollTop=7100. Läst 22 januari 2014.
6. ↑  ”Teenage Mutant Ninja Turtles: Out of the Shadows for Xbox 360 Reviews”. Metacritic. http://www.metacritic.com/game/xbox-360/teenage-mutant-ninja-turtles-out-of-the-shadows. Läst 22 januari 2014.